# Freight Train Heart
Freight Train Heart è il terzo album di Jimmy Barnes pubblicato nel 1987 da Mushroom Records in formato LP, CD e MC.

## Tracce
1. Driving Wheels (Barnes, Cain, Roberts)
2. Seven Days (Dylan)
3. Too Much Ain't Enough Love (Barnes, Cain, Schon, Jackson, Brock)
4. Do or Die (Barnes, Cain)
5. Waitin' for the Heartache (Barnes, Child)
6. Last Frontier (Barnes, Cain)
7. I Wanna Get Started with You (Barnes, Cain, Schon)
8. I'm Still on Your Side (Barnes, Vallance, Cain)
9. Lessons in Love (Barnes, Vallance, Neill, Cain)
10. Walk On (Child, Turner)